# Hapalomantini
Hapalomantini – plemię modliszek z rodziny Nanomantidae i podrodziny Hapalomantinae.

## Morfologia i zasięg
Modliszki o ubarwieniu z dominacją odcieni brązu. Tułów ma przedplecze zaopatrzone w kil i zredukowane rozszerzenie. Samcze genitalia cechują się fallomerem brzusznym o wyrostkach dystalnych  wtórnych bocznym i środkowym zlanych w jedną łyżeczkowatą lub w różnym stopniu ściętą strukturę, a apofizą falloidalną z dobrze zaznaczonymi płatami przednim i tylnym.
Przedstawiciele plemienia występują wyłącznie w krainie etiopskiej na obszarze Afryki Subsaharyjskiej.

## Taksonomia
Takson ten wprowadzony został przez Maxa Beiera jako jedno z trzech plemion w podrodzinie Iridopteryginae w obrębie modliszkowatych. W systemie Christiana J. Schwarza i Rogera Roya plemię to sklasyfikowano jako jedno z dwóch w podrodzinie Hapalomantinae w obrębie Nanomantidae.
Do plemienia należy 17 opisanych gatunków, sklasyfikowanych w trzech rodzajach:
- Bolbena Giglio-Tos, 1915
- Bolbula Giglio-Tos, 1915
- Hapalogymnes Kaltenbach, 1996
- Hapalomantis Saussure, 1871